# Parafia św. Małgorzaty Marii w Algonquin
Parafia św. Małgorzaty Marii w Algonquin (ang. St Margaret Mary Parish) – parafia rzymskokatolicka położona w Algonquin w stanie Illinois w Stanach Zjednoczonych.
Jest ona wieloetniczną parafią rzymskokatolicką w hrabstwie McHenry, z mszą św. w j. polskim dla polskich imigrantów.
Parafia została poświęcona św. Małgorzacie Marii Alacoque.

## Szkoły
- St Margaret Mary Elementary School